# Теегин Нур
Теегин Нур (калм. Теегин Нур — степное озеро) — посёлок в Яшалтинского района Калмыкии, в составе Веселовского сельского муниципального образования.
Население — 51 человек (2010)
Основан в 1923 году.

## История
После образования в 1920 году Калмыцкой автономной области власти предпринимаются попытки переселения калмыков, проживавших на пределами вновь образованной области. Весной 1923 года началось переселение в Большедербетовский улус калмыков из станицы Граббевской Цевднякинского аймака. Цевднякинцы расселялись в местности «Зун гурвн» на территории 2-го Ики-Чоносовского аймака Бюдюльчинеровского сельского совета, основав село Теегин нур. Переселение в Теегин нур шло в течение 1923—1925 годов. В первый год переселилось 406 человек, в 1924—608 человек, в 1925—533 человека. К 1926 году в Теегин Нур переселилось 1547 цевднякинцев. В селе действовала начальная школа.
В 1929—1930-х годах во время коллективизации был раскулачен и подвергся выселению местный учитель С. Т. Цеденов с семьей. В его доме
разместилось правление нового колхоза им. Карла Маркса. Репрессии обрушились и на семью другого учителя Бориса Куберлинова. Напуганные репрессивными мерами жители села Теегин нур, пытаясь избежать той же участи, стали покидать село. Одни жители села Теегин нур переселились в село Шуста, другие разъехались по новым совхозам, на конные заводы Дона, во вновь организованный Калмыцкий район. К началу 1940-х годов в селе Теегин нур оставалось цевднякинцев всего семей 20—30.
На предвоенных картах село отмечено как посёлок Будульчинер. Можно предположить, что переименование было связано с размещением здесь администрации Будульчинеровского сельсовета.
Летом 1942 года Теегин Нур, как и другие населённые пункты района, был кратковременно оккупирован немецко-фашистскими захватчиками (Посёлок освобождён в январе 1943 года). 28 декабря 1943 года калмыцкое население было депортировано. Жители села Теегин Нур попали в Омскую область, проживали в Марьяновском, Щербакульском районах. Посёлок, как и другие населённые пункты Яшалтинского улуса Калмыцкой АССР, был передан в состав Ростовской области (возвращён в состав Калмыкии в 1957 году).

## Физико-географическая характеристика
Посёлок расположен на юге Яшалтинского района, в пределах Ставропольской возвышенности. Рельеф местности равнинный. В окрестностях посёлка распространены чернозёмы маломощные малогумусные и темнокаштановые почвы различного гранулометрического состава. С севера и запада село окружено полями. К югу от посёлка расположен Лиман Теегин Нур, входящий в водную систему Бурукшунских лиманов.
По автомобильной дороге расстояние до столицы Калмыкии города Элиста составляет 220 км, до районного центра села Яшалта — 40 км, до административного центра сельского поселения села Весёлое — 7,4 км, до границы со Ставропольским краем — 0,5 км.
Часовой пояс
Теегин Нур, как и вся Республика Калмыкия, находится в часовой зоне МСК (московское время). Смещение применяемого времени относительно UTC составляет +3:00.

## Население
| 1923 | 1926  | 1989 | 2002 | 2010 |
| ---- | ----- | ---- | ---- | ---- |
| 406  | ↗1547 | ↘140 | ↘89  | ↘51  |

Национальный состав
Согласно результатам переписи 2002 года большинство населения посёлка составляли аварцы (55 %) и даргинцы (27 %)